# Rachel and the Stranger
Pour plus de détails, voir Fiche technique et Distribution.
Rachel and the Stranger est un western romantique réalisé par Norman Foster, sorti en 1948.

## Synopsis
Au fond de la forêt, loin du fort le plus proche, dans une contrée sauvage, un fermier, David Harvey, vit avec son épouse et son jeune fils, de labours, d'un peu d'élevage, de chasse et de pêche. Les Indiens sont encore menaçants. Son épouse décède, David a besoin d'une femme pour l'aider, tenir la maison, élever son fils. Au fort il achète une servante, Rachel, et pour sauver les bonnes mœurs et les apparences, l'épouse. Une fois arrivée, la jeune femme est traitée sans ménagement par David et son fils. Ce jusqu'à l'arrivée du meilleur ami de Davey, Jim, un coureur des bois, qui voit en Rachel une jolie femme -il lui offre une robe-, intelligente, éduquée - elle joue de l'épinette - et courageuse -elle s'entraîne secrètement à tirer au fusil dans la cave-, il flirte ouvertement avec elle. Cela ouvre les yeux de David, suscite sa jalousie. Les deux hommes s'affrontent, Rachel s'enfuit dans la forêt, ils la rattrapent pendant la nuit. Rachel voit le ciel s'embraser : des Indiens attaquent la ferme. Elle se joint aux deux hommes pour la défendre. Au petit matin, la ferme est en cendres, Rachel et David s'avouent leur amour et Jim, le coureur des bois, retourne à sa vie aventureuse.

## Fiche technique
- Titre original : Rachel and the Stranger
- Titre français : Rachel et l'étranger (titre tv)
- Réalisation : Norman Foster
- Scénario : Waldo Salt d'après Howard Fast (histoire)
- Direction artistique : Albert S. D'Agostino et Jack Okey
- Décorateur de plateau : Darrell Silvera et John Sturtevant
- Costumes : Edith Head (costumes: Miss Young)
- Maquillage : Gordon Bau (superviseur)
- Photographie : Maury Gertsman
- Montage : Les Millbrook. Harry Marker (non crédité)
- Musique : Roy Webb
- Production : 
  - Producteur : Richard H. Berger
  - Producteur exécutif :  Jack J. Gross
- Société de production et de distribution : RKO Radio Pictures
- Pays de production :  États-Unis
- Année : 1948
- Langue originale : anglais
- Format : noir et blanc – 35 mm – 1,37:1 – mono (RCA Sound System)
- Genre : western
- Durée : 80 minutes
- Date de sortie :
  - États-Unis : 20 septembre 1948

## Distribution
- Loretta Young : Rachel Harvey
- William Holden : David Harvey
- Robert Mitchum : Jim Fairways
- Gary Gray : Davey
- Tom Tully : Parson Jackson
- Sara Haden : Mrs. Jackson
- Frank Ferguson : Mr Green
- Walter Baldwin : Gallus
- Regina Wallace : Mrs. Green